# DRG2
DRG2‏ (Developmentally regulated GTP binding protein 2) هوَ بروتين يُشَفر بواسطة جين DRG2 في الإنسان.